# Сосново (Чувашия)
Сосно́во (чув. Урикасси) — деревня в Красночетайском районе Чувашской Республики. Входит в состав Атнарского сельского поселения.

## География
Находится в северо-западной части Чувашии на расстоянии приблизительно 2 км на юго-восток от районного центра села Красные Четаи.

## История
Известна с 1869 года, когда здесь проживало 238 человек. В 1897 году учтено 49 дворов и 325 жителей, в 1926 — 79 дворов и 420 жителей, в 1939—446 жителей, в 1979—296. В 2002 году было 98 дворов, в 2010 — 70 домохозяйств. В 1929 году был образован колхоз «Совет», в 2010 действовал СХПК «Коминтерн».

## Население
Постоянное население составляло 205 человек (чуваши 99 %) в 2002 году, 156 в 2010.